# Anglars-Saint-Félix

Anglars-Saint-Félix este o comună în departamentul Aveyron din sudul Franței. În 1 ianuarie 2022 avea o populație de 918 de locuitori.